# Dongil-myeon
Dongil-myeon (koreanska: 동일면) är en socken i Sydkorea. Den ligger i kommunen Goheung-gun i provinsen Södra Jeolla i den södra delen av landet, 340 km söder om huvudstaden Seoul.
Dongil-myeon består av ön Naenarodo och kringliggande mindre öar.